# Distrito de Sumbilca

Provincia de Huaral en el Departamento de Lima

Sumbilca es un distrito (municipio) de la provincia de Huaral, ubicada en el departamento de Lima. Según el censo de 2017, tiene una población de 720 habitantes.
El distrito está bajo la administración del Gobierno Regional de Lima. 
Limita por el norte con el distrito de Ihuarí; por el este con el distrito de Atavillos Bajo; por el sur con la provincia de Canta; y por el oeste con el distrito de Aucallama. 
Dentro de la división eclesiástica de la Iglesia Católica del Perú, pertenece a la Diócesis de Huacho

## Historia
Antiguamente esta región estuvo poblada por el reino de los Wancavilcas; quedando aún vestigios del pueblo antiguo de Wancavirga. Sumbilca es heredera de una vasta tradición e historia sin igual. 
La comunidad de Sumbilca fue reconocida como tal el 27 de mayo de 1941. El distrito fue creado mediante Ley s/n del 6 de noviembre de 1903 como integrante de la Provincia de Canta, en el gobierno del Presidente Manuel Candamo Iriarte. El 11 de mayo de 1976 mediante Ley N.º 21488 de creación de la Provincia de Huaral, suscrita por el presidente Francisco Morales Bermúdez, pasó a formar parte de la provincia recién creada.

## Geografía
La influencia geográfica constituye el factor determinante en la configuración del ambiente folclórico, consecuentemente influye poderosamente en la organización económica, y en las peculiaridades de su estructura social. En efecto los problemas socioeconómicos de la comunidad de Sumbilca se deben a causas geográficas por su variada orografía de tremendos contrastes, con una diversidad de pisos ecológicos, que van desde las quebradas tibias como Pacaybamba y Piscocoto a las altas y frías punas como Shucsho y Cerín, arriba de los 3,500 metros de altitud. Es por ello, que es sumamente importante referirnos a los límites, los linderos, la orografía e hidrografía de la comunidad de Sumbilca.
Ubicada a 3 150 metros de altitud, se encuentra en uno de los contrafuertes del valle de Añasmayo. La comunidad de Sumbilca se encuentra ubicada entre los cursos medio izquierdo de los valles de Chancay y Añasmayo, y derecho de Pacaybamba en la comprensión del distrito de: Sumbilca en la Provincia de Huaral.
El pueblo de Sumbilca, capital distrital y comunal, se halla situado a 3 325 metros de altitud, sobre la falda de uno de los contrafuertes occidentales que se desprende de la cordillera de la Viuda y está a una distancia de 88 kilómetros de la ciudad de Huaral y a 158 kilómetros de la capital de la República.Huaral

### Cerros y altitudes
Piedra Blanca (1735), Carrizal (1800), Santos Pérez (2200), Cerro Burro (2393), Raquenque Grande (2000), Buiñaymozo (1900), Condorpiana (1936), Lomo Largo (2200), Acujirca (2400), Yupanca (2390), Curacalle (2800), Pacurcocha (3080), Huacray (2800), Santo Domingo (1940), San Cristóbal (2000), Casacimito (2700), Poricocha (2800), Silla (2850), Casachuco (2220), Chinchiscoto (2800), Cóchac (3200), Wancavirga (3460), Shucsho (3510), Viña Viña (2129), Cerro Mesa (2924), Cerro Viejo (2150), Cerro Cresta (1800), Ichincoto (2400), Castilla Punta (3050).

### Pueblos, caseríos y estancias
Vilca Alta, Cucapunco, Inquirhuay, Lucma, Picay (1991), Pucllo, Piscocoto (2265) y Portachuelo, Rudeopampa, Vircol Patel Socos, Callán, Acol Yacto, Palo Seco, Maraynioc, Shimay, Pacaybamba (1396), Ayacoto, Huanaycoto, Huanchuy, Polvareda, Callán (Pacaybamba), Vilca, Quilca, Huayo, Caracuasi.

#### Quebradas
Tarayo, Picay, Caracuasi, Condorpiana, Raquenque, Pinaopampa, Huactamajada, Mullíuc, Inquirhuay, Charca, Chiwichiwi, Sauciú, Colorado, Ichincoto, Ullacaca, Juniac, Potaca, Argua, Juytuchacra, Silla, Cerro Viejo, Puga Punta, Chincay (Huarimarca).

#### Pampas
Pingullungo, Rudopampa, Virco-pampa, Piocara-pampa, Colca-pampa, Cerin-pampa, Pacay-bamba, Cáchac-pampa, Casha-pampa.

#### Bosques
Huapay, Huacray, Shushuy, San Francisco, Anaychaco, Potaca, Shaule, Cochal, Anchoclay. Mulliuc.

#### Vaquerías
Picay, Samba-Juana, Marawancho, Pariahuanca, Yupanca, Acujirca, Poricocha.

### Hidrografía
A través, del territorio sumbilcano encontramos: Ríos, riachuelos, arroyos, aguajales, torrentes, torrenteras, acequias, canales, lagunas, charcas, estanques, oconales, aguajales, boca-tomas, confluencias, puquiales, manantiales, filtraciones, huaycos, llocsas, etc., como los que a continuación indicamos: Añasmayo, Quinchiura, Cachac, Huayo, Jeque, Quipón, Aurash, Murmush, Acull, Toma-Alancho, Toma-Alta, Toma-Cachac, Toma-Coillao, Rucuycocha, Maxecocha, Shaulecocha, Roricochal Cácucha, Huaylacocha, mitococha, Tócocha, Aliscocha, Poricocna, Yanapaccha, Cascanay, Huachiquirume, Calles, Ullacaca, Cunullallpa, Callán Chico, Callán Grande, Potaca-Pinco, Lluqui pampa, Chunawinac, Lucma, Inquirhuay, Tuctucancha, Socos, Shingua, Charca, Munucoto, Tayapampa, Quisiria, Marawancho, Rudiopampa, Juituchacra, Wancapampa, San Francisco, Cullauque, Sauciu, Picay, Acilia, (Chihui-chigui), Potaca-carpe, Pingullungo, Checcho, Cuesta, Anchoclay, Tacurma, Huacray, Kaqui (Shaule), Shaca, Jarrito de Agua (Piocara), Yerbabuena, Yuncarpún, Huactapunco.
De acuerdo a la clasificación de Javier Pulgar Vidal se puede distinguir dos zonas muy bien diferenciadas, tanto por la configuración de su suelo como por su clima, flora y fauna.

### Zona Yunga
Comprende los valles cálidos de Quilca, Callán, Huanchúy, Pacaybamba, Pingullungo, Aco, Huayllarenca, Piscocoto, Cucapunco, Alancho, Huayor Vilca, Picay. Se extiende desde los 960 metros sobre el nivel del mar (Vilca Baja, Chala Alta, Quilca Baja) hasta los 2,500 metros de altitud (Huapáy, Cuyupán, Viñaviña).
Anteriormente esta zona era la más peligrosa de todas, pues por su clima caliente abundaban toda clase de insectos y alimañas, además de las peligrosas enfermedades como la verruga, la uta, el paludismo, la terciana, entre otras.

### Zona Quechua
Comprende los cerros y las lomas altas que sobrepasan los 2,500 metros hasta los 3,510 metros de altitud en el lugar de Shucsho (punto más alto de la Comunidad).El clima es frígido, seco y saludable; durante los periodos de lluvias, que son copiosas y abundantes, la temperatura nocturna desciende abajo de cero grados.
La flora típica de esta zona está conformada por: El lloque, el chachacoma, el rayán o sauco, el aliso, el eucalipto, el calapacho, el viscayno, la yerbasanta, la cola de zorro, la artamisa o marco, el chilco, la chichinpa, el quincho, la escoba, la manzanita, el shaule, el maicillo, la mauca, el pinao, la totora, y diversos helechos acuáticos y terrestres, la muña, el tarwi, el wiñaymozo, el brincamozo, el tapate, el pajarito, la llugurma, el ashpipino, la pancuncha, el llivo la yerbabuena, la macha-macha, el buro-buro o 3 cruces, etc.

## División administrativa

### Centros poblados
- Urbanos
  - Sumbilca, con 442 hab.
  - Piscocoto, con 186 hab.
  - Cucapunco, con 138 hab.

## Autoridades

### Municipales
- 2019 - 2022
  - Alcalde: Víctor Raúl Espinoza Rondón

- 2015 - 2018[3]
  - Alcalde: Judit Nanci Rojas De La Cruz, Movimiento Patria Joven (PJ).
  - Regidores: Ronald Castillo Jiménez (PJ), Edwin Siles Padilla Durán (PJ), Luis Arturo Valencia Espíritu (PJ), Elizabeth Duran Gómez (PJ), Damián De La Cruz Candio (Fuerza Regional).
- 2011 - 2014[4][5]
  - Alcalde: Judit Nanci Rojas De La Cruz, del Movimiento Fuerza Regional.
  - Regidores: Hohover Huily Durán Sandívar (Fuerza Regional), Ronald Castillo Jiménez (Fuerza Regional), José Luis Alonzo Padilla (Fuerza Regional), Mili Banessa Torres Laos (Fuerza Regional), Luis Carlos Durán Espinoza (Partido Aprista Peruano)
- 2007 - 2010:
  - Alcalde: Lioncio Padilla Durand.

### Policiales
- Comisaría de Huaral
  - Comisario: Cmdte. PNP. Oswaldo Freddy Echevarria López.[6]

### Religiosas
- Diócesis de Huacho[7]
  - Obispo de Huacho: Mons. Antonio Santarsiero Rosa, OSI.
- Parroquia  Sumbilca[8]
  - Párroco: Pbro. .